# 新斯洛維尼亞—基督教民主黨
新斯洛維尼亞－基督教民主黨，简稱新斯洛維尼亞黨，是斯洛維尼亞基督教民主主義政黨。該黨成立於2000年8月4日，是分裂自合併的斯洛維尼亞人民黨與斯洛維尼亞基督教民主黨。新斯洛維尼亞黨是歐洲人民黨成員。2011年斯洛維尼亞議會選舉，該黨拿下4.88%的得票率，獲得4席。

## 成立
2000年7月，總理安德烈·巴尤克（Andrej Bajuk）與其他基督教民主黨人士反對斯洛維尼亞人民黨的選舉制度。巴尤克希望國民議會停止比例代表制，人民黨選擇維持現狀。因此，巴尤克退出人民黨，成立新斯洛維尼亞黨。其他反對人民黨/基民黨合併的斯洛伐克基督教民主黨人士也隨之加入。2000年議會選舉，該黨得票率8.6%，拿下8席。之後，巴尤克辭去總理職務，新斯洛維尼亞黨成為反對黨。

## 目標
新斯洛維尼亞黨採取堅定的基督教保守立場，主張傳統社會價值觀和捍衛天主教教會在道德問題上的立場。 不過，該黨是明確的親歐政黨。

## 2004年以後
自2004至2008年，新斯洛維尼亞黨是亞內茲·揚沙領導的中間偏右「斯洛維尼亞聯盟」成員。
2004年，斯洛維尼亞舉行第一次的歐洲議會選舉，新斯洛維尼亞黨得票率達24%，獲得2席歐洲議員席次。
2008年議會選舉，該黨得票率僅有3.4%，未能進入議會。選後，巴尤克宣布退出政壇。
2011年議會選舉，該黨得票率成長至4.88%，拿下四席。

## 外部連結
- 官方網站